# Djaloniella ypsilostyla
Djaloniella ypsilostyla är en gentianaväxtart som beskrevs av Peter Geoffrey Taylor. Djaloniella ypsilostyla ingår i släktet Djaloniella och familjen gentianaväxter. Inga underarter finns listade i Catalogue of Life.